# アルトゥール・ニキシュ
アルトゥール・ニキシュ（ドイツ語: Arthur Nikisch アルトゥル・ニキシュ）、ニキシュ・アルトゥール（ハンガリー語: Nikisch Artúr, 1855年10月12日 - 1922年1月23日）は、オーストリア帝国領ハンガリー王国、レーベーニセントミクローシュ (Lébényszentmiklós) （現在のハンガリー・モションセントミクローシュ）出身の指揮者、ヴァイオリニスト、ピアニストである。ウィーン音楽アカデミーで学んだのち、ウィーン宮廷歌劇場のヴァイオリン奏者として活躍したが指揮者に転向し、ライプツィヒ市立劇場、ボストン交響楽団、ブダペスト王立歌劇場、ロンドン交響楽団などで活躍した。1895年以降はライプツィヒ・ゲヴァントハウス管弦楽団音楽監督とベルリン・フィルハーモニー管弦楽団首席指揮者を同時に務めた。
ニキシュは「指揮者は単なる作曲家の代理ではなく、作曲家と同等の存在である」という信念のもとで指揮活動を行い、アントン・ブルックナーやピョートル・チャイコフスキーなど同時代の作曲家たちの作品を世に紹介した。ニキシュの指揮は魔術的とも評され、様々な音楽家から称賛されたほか、後世の指揮者たちに大きな影響を与えた。
指揮者として活躍する一方、ニキシュはヴァーツラフ・ターリヒ、エイドリアン・ボールト、アルバート・コーツといった後進を育てた。また、ピアニストとして歌手の伴奏を務めることもあった。
日本語ではアルトゥール・ニキシュ、アルトゥル・ニキシュ、アルトゥール・ニキッシュ、アルトゥア・ニキシュとも記される。

## 生涯

### 幼少時代
1855年10月12日、オーストリア帝国領ハンガリー王国のレベニー・シェント・ミクローシュに生まる。父はドイツ＝スラヴ系で男爵家の簿記係を務めており、母ルイーゼ・フォン・ロボツはハンガリー人であった。その後家族の移住に伴い、モラヴィア地方のブッションヴィッツで育った。なお、ニキシュはハンガリー語ではなく、ドイツ語を使用して育った。
5歳の頃より学校の教師からピアノと初歩の音楽理論を習い、長足の進歩をとげた。さらに同年からヴァイオリンも演奏し始めた。7歳の時には自動演奏楽器オーケストリオンに初めて接し、ロッシーニの『セビリアの理髪師』と『ウイリアム・テル』の序曲、マイアベーアの『悪魔のロベール』を耳にしたが、帰宅するやいなや、一度聴いただけの曲をピアノで完全に再現したという。また、8歳の時にはピアニストとして公開演奏会を行ったが、この頃にはジギスムント・タールベルクによるオペラのピアノ編曲を演奏できるほどの腕前であった。さらにニキシュは作曲も行うようになり、ソナタやカルテットのほか、カンタータや交響曲を作曲した。
なお、息子の音楽の才能を目の当たりにした父親の判断により、ニキシュは正規の学校教育は受けず、家庭教師がつけられた。この家庭教師のおかげでニキシュは深い教養を身につけており、数ヶ国語を操れるようになった。音楽評論家のウエルナー・エールマンはニキシュの文章表現には並々ならぬ教養がうかがわれると指摘している。

### 学生時代
11歳の時にはウィーン音楽アカデミーに入学し、作曲、ピアノ、ヴァイオリンを学んだ。ニキシュの成績は優秀で、卒業者にのみ開かれている上級作曲クラスに、入学後すぐさま編入されるほどであった。13歳の時には、作曲部門の1等賞（受賞作品は弦楽六重奏）、ヴァイオリン部門の1等賞、ピアノ部門の2等賞など、音楽院の様々な賞を受賞したほか、16歳の時には代役としてウィーン宮廷オーケストラをバックにヴァイオリン・ソロを演奏した。
ニキシュは学生の頃から、様々なオーケストラのメンバーとしても活躍していた。1872年には師ヨーゼフ・ヘルメスベルガーの推薦により、リヒャルト・ワーグナーが指揮するオーケストラの一員としてベートーヴェンの『交響曲第3番』を演奏したほか、その1週間後にはバイロイト祝祭劇場の基礎工事の着工式で同じくベートーヴェンの『交響曲第9番』を演奏した。ニキシュはこの経験から大きな影響を受けており「ワーグナーがウィーンで指揮した『エロイカ（交響曲第3番）』やバイロイトでの『第九』は、私のベートーヴェンのイメージに、ひいては私のオーケストラの解釈に、決定的影響を与えました。ワーグナーは決して「熟練した指揮者」ではありませんでしたが、彼の「動き」そのものがもう音楽と言えます」と語っている。また、1873年にはウィーン宮廷オーケストラに第2ヴァイオリン奏者として参加し、作曲家自身の指揮のもとブルックナーの『交響曲第2番』を演奏した。ニキシュはのちにこの経験を振り返って「私はこの交響曲を弾きながら、たちどころに感動した。そして46年が経った今でも、私はこの曲にたいしても、また他の交響曲にたいしても、同じ感動を覚えている」と述べている。
18歳の時には、音楽院の卒業演奏会で初めてオーケストラの前に立ち、自作の『交響曲第1番』を指揮した。なお、ニキシュは作曲家としても認められていたが、後年「屋上屋を架すことはない」と言って作曲をやめた。

### ヴァイオリニスト時代

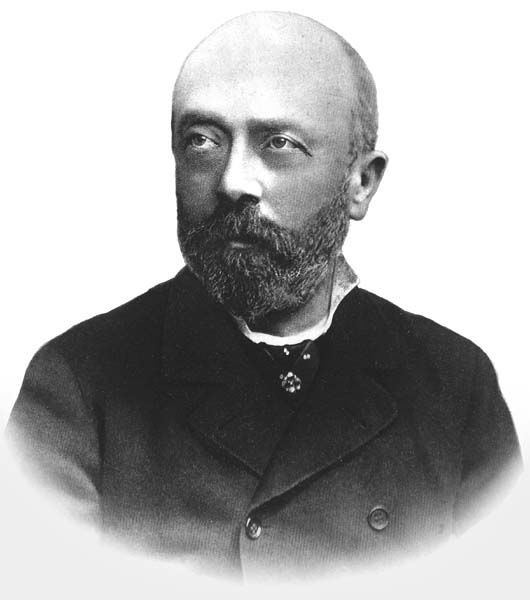
ウィーン音楽アカデミーでニキシュに作曲を教えたフェリックス・オットー・デッソフ。ウィーン宮廷歌劇場のヴァイオリニストして活動していたニキシュに、ライプツィヒ市立劇場が合唱指揮者を募集していることを伝えた。

1874年1月1日には、ウィーン宮廷歌劇場の第1ヴァイオリン奏者となった。フランツ・リストやヨハネス・ブラームス、ジュゼッペ・ヴェルディ、アントン・ルビンシテインなどの指揮で演奏をしたが、ニキシュにとってオーケストラ生活は退屈であり、1875年から1876年にかけては8回の無断欠席をした。特にイタリアのベルカント・オペラが演奏される際には頻繁にさぼり、ポケットマネーで代役を雇うほどであった。そのため、たびたび生活に窮する有様であった。
音楽院時代のニキシュの作曲の師であり、宮廷楽長でもあったフェリックス・オットー・デッソフは、そんなニキシュの様子を気にしており、ライプツィヒ・オペラの監督であるアンゲロ・ノイマンから「ライプツィヒ市立劇場が合唱指揮者を募集している」という情報を得ると、ニキシュに声をかけた。これによりニキシュは、ウィーンを離れて指揮者として活動していく決意をした。

### ライプツィヒ市立劇場時代
1878年にはライプツィヒ市立劇場の合唱指揮者に就任したが、4週間後にはもう楽長（カペルマイスター）の地位についていた。デビューは1878年2月11日に行われ、ニキシュはポール・ラコンブのオペレッタを暗譜で指揮した。結果は大成功で「オーケストラと舞台は魔法にかかったようになった」と評された。
デビューの1年後には24歳の若さでオーケストラの首席指揮者となったが、首席指揮者として初めてのリハーサルの際にはオーケストラ団員たちから「若すぎる」と反感を買い、『タンホイザー』の演奏を拒否された。ザルツブルクでこの反乱を知ったノイマンは「ニキシュのリハーサルが気に入らない場合、序曲を演奏したのちに解散してよい」と電報を打ち、なんとかリハーサルは続行された。その結果、団員たちはニキシュの指揮に感動し、『タンホイザー』全曲を演奏したという。
着任してから10年間、ニキシュはライプツィヒ市立劇場のために尽力し、古い作品を新たな演出で上演する一方で、ワーグナーの『ニーベルングの指環』『トリスタンとイゾルデ』といった新しい作品を上演した。また、ニキシュ時代のライプツィヒ市立劇場には、イグナーツ・ブリュルやアウグスト・ブンゲルトといった作曲家が指揮者として登場しており、特に自作の『シェッキンゲンのトランペット吹き』を指揮したヴィクトル・ネスラーは好評を博した。ニキシュのもとでライプツィヒ市立劇場は、ドイツのオペラ劇場のトップの地位に躍り出たと言われている。
ニキシュによるレベルアップの結果、ほかの優秀な指揮者たちもライプツィヒ市立劇場に登場するようになり、1886年から1887年にかけてはアレクサンダー・フォン・フィーリッツがオペラ指揮者として登場したほか、同じく1886年からグスタフ・マーラーが副楽長の地位についた。なお、ニキシュとマーラーは大いに聴衆の心を掴み、本人たちも互いに尊敬の念を抱いていたが、個人的に打ち解けることはなかった。2年後にマーラーがライプツィヒを去ると、ニキシュもライプツィヒを狭いと感じるようになった。
また、ニキシュはライプツィヒ市立劇場のオーケストラであるライプツィヒ・ゲヴァントハウス管弦楽団の演奏会に登場することもあり、1880年にはシューマンの『交響曲第4番』を指揮して未亡人のクララ・シューマンに激賞されたほか、1884年には同オーケストラでアントン・ブルックナーの『交響曲第7番』の世界初演を行った。

### ボストン交響楽団時代
1889年、ニキシュは創業者のヘンリー・リー・ヒギンソンに請われてボストン交響楽団の指揮者に就任し、ライプツィヒを去った。ボストン交響楽団は裕福なパトロンに支えられた優秀なオーケストラであり、ニキシュに1万ドルの年俸（王侯級の金額であったと言われている）を支給したほか、演奏旅行の際も贅沢なサロン風車両を割り当てたが、合計30万キロメートル近くアメリカ国内を旅する中でニキシュはストレスが溜まってしまい、4年ほどで辞任した。なお、辞任に際してはいくつかの都市でお別れ演奏会が開かれた。上地隆裕は「楽団の創設初期、ニキシュが在任した、というだけで、ボストン交響楽団史には一層重みが加わるのである」と評している。なお、ボストン交響楽団団員としてニキシュのもとで演奏した音楽家にオトカル・ノヴァーチェクがいる。

### ブダペスト王立歌劇場時代
1893年にはヨーロッパに戻り、ブダペスト王立歌劇場で首席楽長に就任したが、権謀術数に嫌気がさして任期途中で辞任した。この頃についてニキシュは、「自分をハンガリー人だと思うのが嫌になった」とすら述べている。一方で、ハープ奏者を務めていたアルフレート・ケスナーのために国立ロイヤルアカデミーのポストを紹介したりもした。

### ライプツィヒ・ゲヴァントハウス管弦楽団
35年間音楽監督を務めていたカール・ライネッケが退任したのち、1895年にライプツィヒ・ゲヴァントハウス管弦楽団はその後継者としてニキシュを選出した。ニキシュはライプツィヒの聴衆たちから熱狂的に受け入れられ、以後四半世紀にわたって「ライプツィヒで最も人気の人物」であったとされる。ライプツィヒの契約は後述のベルリン同様、ニキシュが死去するまで続いた。
ニキシュはライプツィヒ・ゲヴァントハウス管弦楽団のレパートリーを拡大した。ライネッケ時代のレパートリーは、古典的な作品とシューマンの作品が中心であり、同時代の音楽はほとんど演奏されていなかったが、ニキシュはフランツ・リスト、アントン・ブルックナー、ヨハネス・ブラームス、ピョートル・チャイコフスキー、リヒャルト・ワーグナー、リヒャルト・シュトラウスなどの同時代の作曲家たちの作品をライプツィヒに紹介した。1896年には自身が指揮する『交響曲第4番』の演奏会に作曲家のブラームスを招いたほか、1919年から1920年にかけてのシーズンには、ブルックナーの交響曲の連続演奏会を行っている。
また、ニキシュはノーギャラで「労働者演奏会」を開催することもあり、第一次世界大戦終結を祝した「1918年大晦日の自由と平和の祭」に集まったライプツィヒの労働者のためにベートーヴェンの『交響曲第9番』を演奏した。
ニキシュはライプツィヒの人々から愛されていた。ライプツィヒの電気労働組合がストを行なっていた時「ニキシュが心臓発作に見舞われ、救命装置が停電のため作動しない」という噂が流れると、すぐにストが中止されるほどであった。

### ベルリン・フィルハーモニー管弦楽団
初代首席指揮者のハンス・フォン・ビューローが引退したのち、しばらくはハンス・リヒターやフェリックス・モットル、リヒャルト・シュトラウスといった客演指揮者たちを招いていたベルリン・フィルハーモニー管弦楽団は、1895年になると首席指揮者としてニキシュを選出した。同じ1895年に結ばれたライプツィヒとベルリンのダブル契約は、1922年にニキシュが死去するまで続いた。
ニキシュ時代のベルリン・フィルハーモニー管弦楽団は「第2の全盛時代」を迎えたと評されている。ただし着任当初はベルリンでの知名度が低かったこともあって苦戦を強いられており、1895年10月14日に行われたベルリンでのデビュー・コンサートは、その4日前にライプツィヒ・ゲヴァントハウス管弦楽団で行われたデビュー・コンサートほどの成功は得られず、無料切符を配布したにもかかわらず会場が半分しか埋まらないほどであった。また、『ドン・ファン』『ティル・オイレンシュピーゲルの愉快ないたずら』『英雄の生涯』『アルプス交響曲』といったリヒャルト・シュトラウスの主要な管弦楽作品を全て演奏した1897年のコンサートでも、ホールはほぼ空っぽであった。批評家たちもニキシュについて「気取り屋」「派手好き」と評したほか、ベートーヴェンの解釈については水準以下であると判断した。
ただしニキシュは少しずつ評判を勝ち取ってゆき、1897年にはドイツ、スイス、フランスへの演奏旅行がニキシュ1人に任せられることになった。この演奏旅行は成功を収め、特にパリでは数千人が押し寄せるほどの大成功であった。なお、パリの演奏会では、数日前に発生した火災の死者たちのために曲目をベートーヴェンの『交響曲第3番』に変更しており、第2楽章の葬送行進曲では楽団員たちを起立させて演奏させた。
外国での成功を受けて、ベルリンの人々もニキシュとベルリン・フィルハーモニー管弦楽団に興味を示し始め、立見席が完売するようになった。これにより1898年には「ガラス屋根のホール」が建設されたほか、翌年には1036の座席を持つ「ベートーヴェンザール」の建設用地が確保された。また、ベルンブルガー通りの古い建物がいくつか取り壊されると、シュテルン音楽院まで収容可能な広大な敷地を有するようになった。その後、1899年、1901年、1904年に再び大規模な演奏旅行を行った。
その後も演奏旅行は行われたが、1914年に第一次世界大戦が始まると外国への演奏旅行は不可能となった。スカンディナビアの中立国は門戸を開いていたが、1917年に予定されていたオスロでの演奏会は、ドイツへの反対運動により頓挫した。ニキシュ自身は長らく世界市民的な考えを抱いていたため、大戦中も「国際主義的な芸術家」を自認し、「芸術を通じて人々の間に相互理解と友好の架け橋を築く」ことを自身の使命と考えていたという。
ニキシュ時代のベルリン・フィルハーモニー管弦楽団には、マッティア・バッティスティーニ、テレサ・カレーニョ、フリッツ・クライスラー、エレナ・ゲルハルト、パブロ・カザルス、ハインリヒ・シュルスヌス、ヤッシャ・ハイフェッツといったソリストが登場した。また、団員としてコンサートマスターのヴァーツラフ・ターリヒ、ルイス・パーシンガー、チェリストのジョゼフ・マルキンらがニキシュのもとで演奏した。なお、ニキシュ在任中の1903年12月7日には、楽団員がベルリン・フィルハーモニー管弦楽団有限会社を設立している。

### その他の活動
ライプツィヒ・ゲヴァントハウス管弦楽団とベルリン・フィルハーモニー管弦楽団というドイツトップクラスのオーケストラ2つを指揮しつつも、ニキシュはさらに活躍の場を広げた。1897年にはハンブルク・フィルハーモニー管弦楽団の指揮者に就任し、死去するまで務めた。また、1905年からロンドン交響楽団を指揮するようにもなり、1912年から1914年にかけては同団の首席指揮者を務めた。ニキシュはロンドン交響楽団の首席ホルン奏者アドルフ・ボルスドルフを高く評価しており、リハーサルではその演奏のあまりの美しさに指揮棒を落とすことすらあった。さらにニキシュは1905年から1906年にかけて、ライプツィヒ市立劇場の監督とライプツィヒ音楽院院長を務めた。この他にも、ニキシュは各地で客演活動を行った。例えばプファールによるニキシュの評伝には、1903年春のスケジュールが以下のように記載されている。
一方、バイロイト祝祭劇場では一度も指揮をしなかったが、これは当時の「国際的な経歴を持った指揮者はバイロイトにはふさわしくない」と考えられていたからだと言われている。なお、指揮以外にもニキシュはピアニストとして歌手の伴奏をすることもあった。

### 死
1922年初頭には、ベルリンでの指揮者生活25周年を祝った。しかしその数日後の1922年1月23日、ニキシュは心臓発作に襲われて死去した。葬儀では故人の意向により、ユリウス・クレンゲルの『12のチェロのための賛歌』がベルリン・フィルハーモニー管弦楽団の団員たちによって演奏されたほか、ワーグナーの『パルジファル』前奏曲のパイプオルガン編曲版が演奏された
多くの人がニキシュの死を悼んだ。当時ギムナジウムの学生であったヴォルフガング・シュトレーゼマンは「誰もがニキシュの死によってぽっかり埋めようのない空白ができてしまい、これは帝都ベルリンの音楽生活にとって取り返しのつかない損失だと感じていた」と回想している。新聞各紙もニキシュの死を悼み、『ベルリン日刊新聞』は「この損失は取り返しのつかないものである......。われわれはまだ彼を必要としていたのに......」と記したほか、『ドイツ一般新聞』は「われわれの指揮者たちをひとわたり見渡しても、あれほど国際的な権威と普遍性を持ち合わせた人など、じつのところ1人もいない......」と報じた。他にも『フォス新聞』は「われわれはいったい誰をもってしてこの巨匠の代役とすればよいのか、見当もつかない」と記し、ゲルハルト・ハウプトマンはニキシュを「楽壇に出現した奇蹟の人」とたたえた。ニキシュが客演した全ての大きなホールの入り口には、半旗が掲げられた。
なお、死を悼む記事と同時に後任者を予想する記事も執筆されており、リヒャルト・シュトラウス、ヴィルヘルム・フルトヴェングラー、ブルーノ・ワルター、オットー・クレンペラー、フェリックス・ワインガルトナー、ジークムント・フォン・ハウゼッガーらの名前があげられたが、結局はフルトヴェングラーがベルリン、ライプツィヒにおける後継者となった。

## 人物

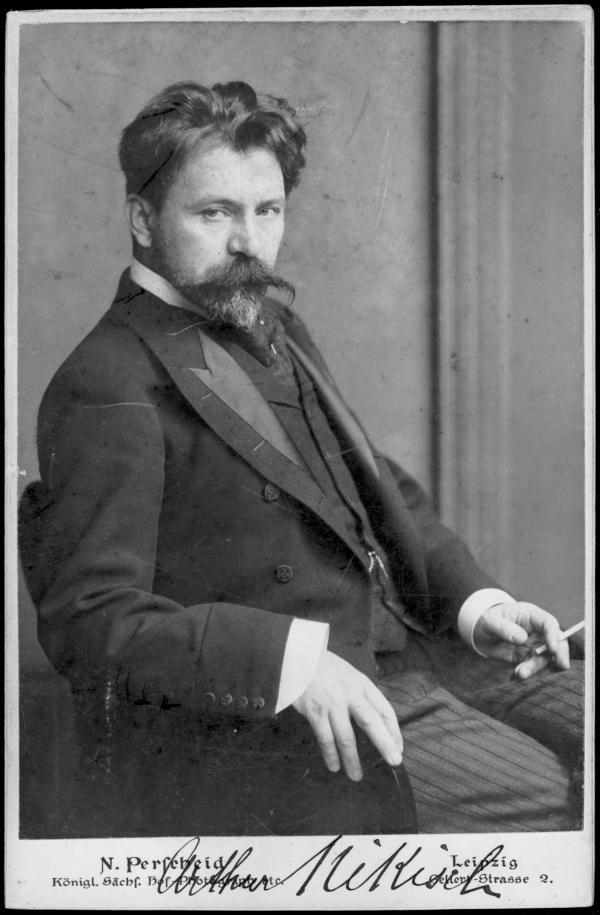
ニキシュのポートレート (1901年ごろ)

### 容姿・ファッション
目は青色で、髪の毛は黒い巻毛であった。また、顎には手入れの行き届いた髭を蓄えていた。身の回りは、毛皮のコートや金鎖の時計、キッド皮の手袋、ダイヤモンドのリングなどで着飾っており、指揮棒も装飾が施された象牙のものを使用していた（指揮者のクルト・マズアは1999年のインタビューにて「私たちが今使っている棒とはまったく別物」と述べている）。ニキシュの伝記作家を務めたフェルディナント・プフォールは「ニキシュは、話し方、歩き方や衣服など、全てにおいて貴族のようだ。プライベートでも公の場でも、彼は紳士を演じていた」と述べている。
また、ヴェルナー・エールマンはベルリンデビュー時のニキシュについて「彼の登場は、いやがうえでも人目をひきつけた。中肉中背、色白で、髪を長くのばし、おだやかでゆったりした紳士の物腰。それは、どこか激しく思い詰めたハンス・フォン・ビューローの追随者ではなかった。優美で社交的で、愛らしさと自然な気品によって人をひきつける、まったく別のタイプの音楽家という印象だった」と記している。

### 性格
人あたりがよく、オーケストラ団員、政府要人、エレベーター・ボーイなど、どんな人とも明るく礼儀正しく接したと言われている。また、女性からの人気も高く、指揮者のピエール・モントゥーは「彼はヨーロッパでもアメリカでも、女性の心を虜にすることでは名うての名人だ」ったと述べている。
ニキシュは聴衆からも愛されていた。ベルリンでの指揮者生活25周年コンサートの際、ニキシュが聴衆たちに「まだ私が必要ですか？」と尋ねたところ、聴衆たちからは「生きている限り」という答えが返ってきた。また、第一次世界大戦中、ドイツの捕虜収容所に収容されたロシア人少尉は、看守に「ニキシュはどうしていますか」と尋ねたという。

### 趣味
ニキシュは自身の魔術的なイメージを演出する一方で、奔放な生活を好んだとも言われており、夜な夜なポーカーを楽しみ、稼いだばかりのギャラを全て賭けたりしていた。エーファ・ヴァイスヴァイラーはニキシュについて「本を読むよりカードで遊ぶ方を好んでいた」と記している。
また、ニキシュは保養地イシュルに足をたびたび運んだ。著名人が多く集まるイシュルでニキシュはブラームスと同席し、リヒャルト・ミュールフェルトとクナイゼル四重奏団によるブラームスの『クラリネット五重奏曲』を聴いたことがあったが、その際ニキシュは、感動のあまりブラームスに歩み寄ってひざまずいたという。

### 家族
ベルギーのソプラノ歌手アメリー・ホイスナーと1885年に結婚した。また、息子のミーシャはピアニストとして活躍し、父の指揮のもとベルリン・フィルハーモニー管弦楽団にソリストとして登場したりした。さらに、義理の娘であるグレーテ・メレム＝ニキシュはソプラノ歌手として活躍した。

### 健康状態
ニキシュは壮健であり、ベルリンでの演奏会を病気でキャンセルしたことは2回しかないという。なお、そのうちの1回はニキシュが死亡した日の演奏会である。

## 音楽性

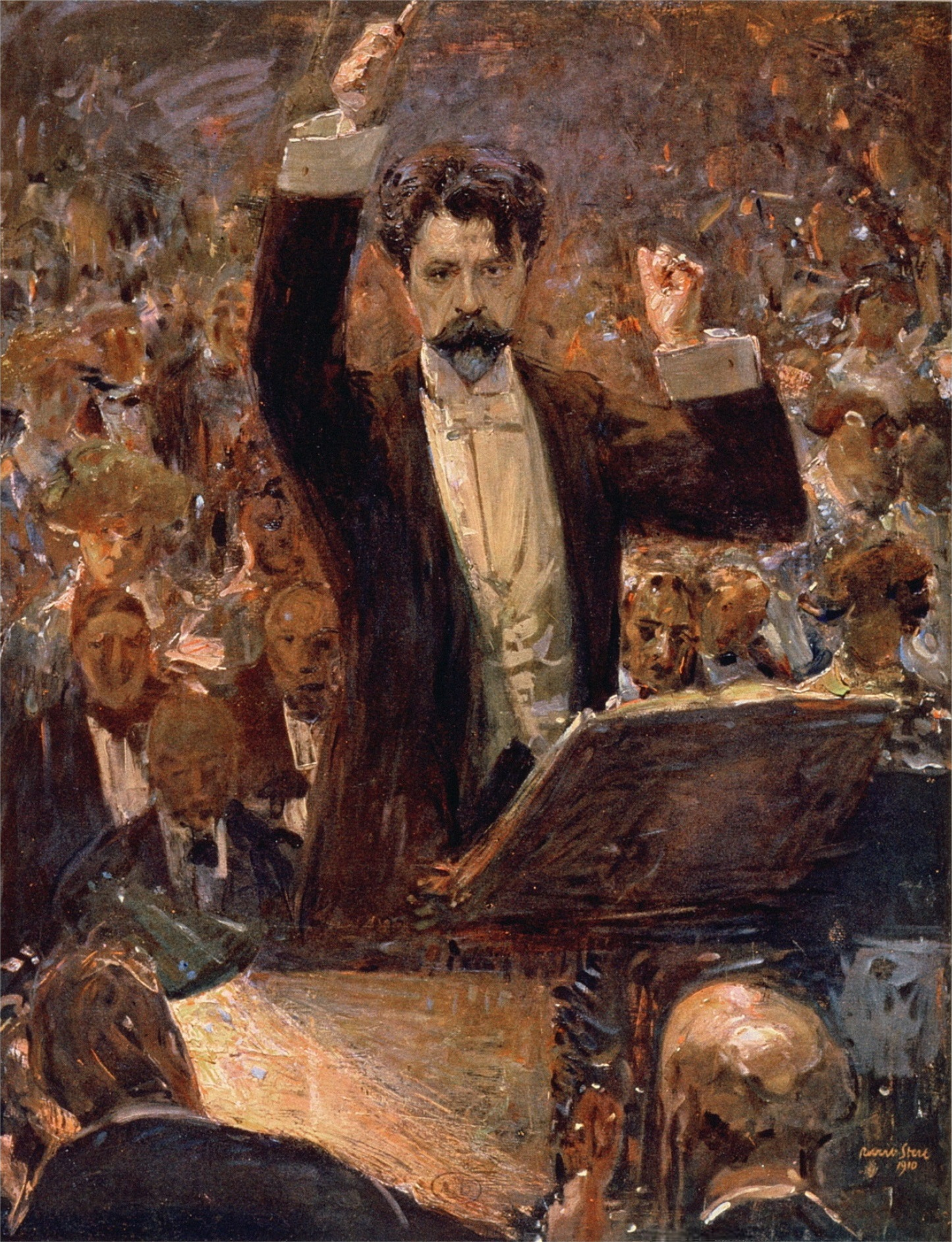
ロベルト・シュテルルが描いたニキシュの指揮姿 (1910年)

### 指揮姿
ニキシュの指揮は控えめであったと言われている。右手に持った長い指揮棒は手首のスナップで先端を動かすのみで、左手で音楽の強調するポイントを示したとされる。また、楽団員たちに目で優しい合図を送ることで、演奏が難しい箇所を乗り越えたとも言われている。実際、フリッツ・ライナーはニキシュから「腕をまわすな。合図を出すときは目を使え」と言われたと証言している。
このような指揮テクニックで、ニキシュは楽団員たちから理想の音を引き出せたと評されている。楽団員たちは、自分たちでもよくわからないうちにニキシュが求める音を出していたと証言しているほか、指揮者のエイドリアン・ボールトは「ニキシュがレガートを指示すると、熟練した楽団員ならスタッカートで演奏するのは無理」とさえ述べている。ボールトは他にも「彼はいつも、できるかぎり単純な仕方で自分の結果を手に入れ、ごくわずかな動きで極めて大きな美しさを生むように思われた」「オーケストラ楽員としての彼の長い経験が、コンチェルトやオペラの指揮の際にあらわれもする非常な思いやりと結びついて、大多数の人々には思いも寄らないようなことが彼にはたやすくできるのだ」とも述べている。
「魔術」とも呼ばれた指揮の仕組みについては、楽団員たちと同様、ニキシュ自身もよくわかっていなかった。ニキシュは「私の感覚をどうやって奏者に伝えるのかとよく聞かれますが、どうするかわからないまま、ともかくやっています。一つの作品を指揮するときには、音楽の刺激的な力に心を奪われてしまいます。私は、一定の法則に従って音楽を解釈することはしません。ですから、私を突き動かす感情の強さに応じて、解釈は、ほとんどどの演奏でも、細部で絶えず変化します」と述べている。指揮者のユージン・オーマンディはニキシュについて「同じ演奏をもう一度繰り返すことはありませんでした」と語っている。その一方でニキシュは、手首を自由に動かせるようになるために、指揮者はみなまずヴァイオリンを習うべきだと語っていた。また、ニキシュは暗譜で指揮をしたが、これは当時としては珍しいことであり、聴衆や同僚を驚かせた。
ピョートル・チャイコフスキーは、ニキシュの指揮について「ハンス・フォン・ビューローの効果に富んだ、彼一流の真似できないやり方とはおよそ正反対だった。ビューローの指揮ぶりは、身振りがはげしく、聴衆を煽り、ときとして視覚に訴える効果を狙った。それに対し、ニキシュは静かで、余計な動作をできるだけ抑えた。しかし断固として、力強く、あくまでも自制がきいていた。彼は指揮するのではない。なにかいわく言いがたい神秘に満ちた魔法に身を委ねる。聴衆は彼その人にほとんど注目しない。また彼は聴衆の注意を自分に引きつけようとも努力しない。にもかかわらずオーケストラ全体は、この不思議な巨匠の手にかかると、ひとつの楽器になったように、その指揮に完全かつ催眠術にかかったようにしたがうのだ」と述べている。一方リヒャルト・シュトラウスは、ニキシュとフェリックス・ワインガルトナーについて、「両手の動きが激しい」と指摘したと言われている。また、指揮者のイーゴリ・マルケヴィチは、作曲家たちがオーケストラの編成を拡張していったため、現代の指揮者たちは「ニキッシュやトスカニーニのような人が必要としたよりもはるかに柔軟ではるかに広範囲にわたるテクニック」が要求されると述べている。
なお、ニキシュは「ひとつの雰囲気を生み出すのが指揮者のもっとも重要な務めでしょう。交響曲をとてもすばらしく指揮しはじめても、その楽章が終わったあと、休止のあいだに次の楽章への期待の雰囲気を生み出せなければ、最高の演奏とは言えません」と語った。また、聴衆の1人が隣の友人に「魔法がかかり始めたら、教えてちょうだいね」と語りかけたというエピソードをニキシュはよく口にした。

### リハーサル
リハーサルではまず曲全体を通して演奏し、その後注意が必要なところをピックアップして繰り返させた。ただし細かく指示することはせず、具体的な演奏法は各演奏者に任せた。演奏中に生じる直感を重視したニキシュは、このようなやり方で楽団員たちの信頼を勝ち得ており、その結果ニキシュのリハーサルにおいて団員たちからの非協力的な態度は一度も見られなかったという。また、団員たちの名前を覚えていたニキシュは、ヴァイオリニスト時代にともに演奏した団員を見かけると声をかけたりした。ニキシュは「オーケストラが熱心に仕事に励めば、そこから卓越した腕が育ってくる。どんな楽員もそれぞれの個性、それぞれの思想を持っている。正しい音を引き出すのに、彼らを個人的に知る必要は全くない。他の職業とおなじで、音楽家の場合、楽器が人間を作る。指揮者はオーケストラ全体をいわば舌先に乗せ、楽員たちの楽器とはまったく別のひびきを出して見せねばならない。そうしてはじめて指揮者は目的を達する。個々の奏者は自分たちのしたいやり方で演奏している。でもまあ一応指揮者の言うこともきいてやろう、と思わせることに指揮法のこつがある」と述べている。
ニキシュのリハーサルを見学した指揮者のフリッツ・ブッシュは以下のように証言している。「その挨拶の仕方はチャーミングこの上なく、指揮台に立ったとき、すでに楽員全体は興奮して拍手喝采していた。彼は拍手が終わったとき、よく通る声で、この名高いオーケストラを一度指揮するのが長年の夢だったと述べた。彼は客演するどのオーケストラでもおなじことを、生まれつきの愛想よさで言うのだった。と、今度は彼は不意に感動したように、老ヴィオラ奏者に腕を差しのべてこう叫んだ。『シェルツェさん、あなたをここで見かけるとは！あなたはまだ覚えていますか。わたしたちがリスト先生の指揮のもと、マクデブルクで『山岳交響曲』を演奏したときのことを。』楽員の名前をしっかり覚えていることも、ニキシュの真似できない才能のひとつだった。わたしにはすぐにわかった、彼は指揮をはじめる前に、すでにオーケストラ全員の心をつかんでいたことが」
卓越した記憶力と即座に物事を把握できる理解力ゆえ、ニキシュは指揮する曲をリハーサルで初めて目にするということもあった。音楽評論家のヴェルナー・エールマンは「彼の場合、実際に音が鳴り響き耳に聞こえるときには、すでにそれが完成された音楽になっていた。あらかじめ下準備をする必要もなかった。総譜から直接、音の全貌が浮かび上がり、同時にそれを頭の中で精緻に描き上げ、陰影を施すことができた。彼には音楽は音であり、音は限りない彩りと明るさ、強度とニュアンスに富んだ鳴り響く実世界の媒体であった」と記している。
なお、マックス・レーガーの新作をリハーサルで指揮することになった際、ニキシュは曲を知らないのではないかという疑念を抱いた作曲者レーガーは「まず最後のフーガを練習してほしい」とニキシュに伝えたところ、ニキシュは「それはどこにありますか？」と返答したという。なお、その曲に最終フーガは存在していなかった。

### 作品解釈
音響的な効果をねらってテンポをずらしたり、弦楽器のポルタメントやフェルマータなどを用いたりしたほか、適宜楽譜の修正を行なったり、作品内の演奏順番を変更したりもした。例えば、『レオノーレ序曲第2番』と『レオノーレ序曲第3番』の演奏順番を入れ替えている。
また、ニキシュの音作りについて音楽評論家のウエルナー・エールマンは「彼自身熟練したヴァイオリニストだったこともあって、彼の音作りの基本は弦楽器だった。まず弦楽器の音をたっぷり塗ったキャンバスの上に、他の楽器の光彩が重ねられてゆく」と述べている。

### レパートリー

#### 総論
ニキシュは生涯、一般に認められていない作曲家の作品を繰り返しプログラムに載せるのが自身の義務であると考えており、後期ロマン派の作品や同時代の音楽も積極的に取り上げた。ニキシュはヨハネス・ブラームス、アントン・ブルックナー、ピョートル・チャイコフスキー、リヒャルト・シュトラウス、アルノルト・シェーンベルク、クロード・ドビュッシー、クット・アッテルベリ、ハンス・プフィッツナー、マックス・レーガー、フーゴー・ヴォルフ、ジャン・シベリウス、エドヴァルド・グリーグ、リムスキー＝コルサコフ、アントニン・ドヴォルザーク、セザール・フランク、カミーユ・サン＝サーンス、ヴァンサン・ダンディ、エドワード・エルガー、フレデリック・ディーリアス、オイゲン・ダルベール、エミール・ジャック＝ダルクローズ、フーゴ・カウン、エーリヒ・ヴォルフガング・コルンゴルト、アナトーリ・リャードフ、モーリッツ・モシュコフスキ、ヨアヒム・ラフ、エミール・フォン・レズニチェク、フランツ・クサヴァー・シャルヴェンカ、マックス・フォン・シリングス、ゲオルク・シューマン、クリスティアン・シンディング、ヨゼフ・スク、ジョージ・セル、ヘルマン・ウンガー、ローベルト・フォルクマン、フェリックス・ワインガルトナー、フリードリヒ・ゲルンスハイム、オトカル・ノヴァーチェクといった同時代の作曲家の作品を取り上げたほか、ヴィルヘルム・ステーンハンマル、アントン・アーフェルカンプ、ユーリ・コニュス、フリードリヒ・ゲルンスハイム、ルドルフ・ノヴァチェク、フェルディナント・プフォール、ヴィクトル・ネスラーといった作曲家の作品の初演を指揮した。なお、ニキシュ時代のベルリン・フィルハーモニー管弦楽団では、初演作品が取り上げられなかったシーズンはなかった。
同時にニキシュは、カール・ディッタース・フォン・ディッタースドルフ、カール・フィリップ・エマヌエル・バッハ、ルイ・シュポーアといった過去の作曲家の作品も取り上げている。ただし、ハイドンやモーツァルトの作品はあまり取り上げておらず、1906年に生誕150年を記念した「モーツァルトの夕べ」が行われた程度であった。
ヘルベルト・ハフナーは、ニキシュは「ごたまぜのプログラム」を好んだと述べており、チャイコフスキーの『ヴァイオリン協奏曲』とブルックナーの『交響曲第8番』を組み合わせたり、フランツ・リストの『ハンガリー狂詩曲第1番』とブルックナーの『交響曲第9番』を組み合わせたりしたと指摘している。また、パウル・ベッカーは「アルトゥル・ニキシュは、チャイコフスキーとブルックナーの演奏で有名になった」と述べている。

#### アントン・ブルックナー
1873年にオーケストラの第2ヴァイオリン奏者としてブルックナーの『交響曲第2番』を演奏し、その素晴らしさに感動したニキシュは、のちに指揮者としてブルックナーの作品を数多く取り上げ、世界初演も行った。
ライプツィヒ市立劇場の楽長時代のニキシュは、自身が開催していた「現代音楽の夕べ」に、まだ演奏されたことのないブルックナー『交響曲第7番』を取り上げるようフランツ・シャルクから勧められ分析をし始めると、この作品に夢中になった。その後何度か作曲家と手紙のやりとりを交わし、1884年12月30日に世界初演を行った。演奏会は成功を収め、ブルックナーには2つの月桂冠が贈られた。
また、ニキシュはベルリン・フィルハーモニー管弦楽団のプログラムに少しずつブルックナーの作品を組み込んでいき、聴衆からの支持を獲得した。
まずは1896年10月26日に、同月11日に亡くなったブルックナーへの追悼として『交響曲第7番』の第2楽章を演奏し、その後1898年10月24日にブルックナーの『交響曲第5番』、1902年に『交響曲第2番』、1903年に『交響曲第9番』、1904年に同じく『交響曲第9番』、1905年に『交響曲第3番』、1906年に『交響曲第8番』、1907年に『交響曲第4番』と、少しずつブルックナー作品を取り上げていき、オーケストラのレパートリーとして定着させた。
これは、当時ブルックナーの作品は聴衆からも音楽評論家からもあまり理解されなかったため、無理に宣伝をするのではなく、徐々に取り上げていくというニキシュの戦略だった。

#### ピョートル・チャイコフスキー
ニキシュはピョートル・チャイコフスキーの作品を積極的に指揮した。なお、タイミングを見計らって徐々に取り上げたブルックナーの作品とは異なり、チャイコフスキーの作品は日常的に取り上げた。特に『交響曲第4番』『交響曲第5番』『交響曲第6番』『ピアノ協奏曲第1番』『ヴァイオリン協奏曲』は何度もニキシュのプログラムに登場した。

#### リヒャルト・シュトラウス
ニキシュはリヒャルト・シュトラウスの作品を高く評価しており、ベルリン・フィルハーモニー管弦楽団でも最初のシーズンから手がけている。特に『ティル・オイレンシュピーゲルの愉快ないたずら』『ツァラトゥストラはこう語った』『英雄の生涯』『家庭交響曲』『祝典前奏曲』『アルプス交響曲』は4回以上指揮している。

#### グスタフ・マーラー
ライプツィヒ市立劇場時代、グスタフ・マーラーとニキシュの仲はあまり良くなかったが、ニキシュはマーラーの作品をしばしば取り上げた。1896年11月9日にはベルリン・フィルハーモニー管弦楽団を指揮して『交響曲第3番』の第2楽章を初演したほか、ライプツィヒでも同作を指揮した。また、ベルリンでは『交響曲第5番』『亡き子をしのぶ歌』『交響曲第2番』『交響曲第4番』『大地の歌』『交響曲第1番』を指揮したほか、1907年にはマーラー自身がベルリン・フィルハーモニー管弦楽団の指揮台に登場し、『交響曲第3番』全曲を指揮した。ただし、歌曲以外は一度指揮しただけで終わっており、音楽評論家のウエルナー・エールマンは「（ニキシュは）マーラーの音楽に対しては幾分距離を置いて見ていたことを示しているように思われる」と述べている。

### レコーディング

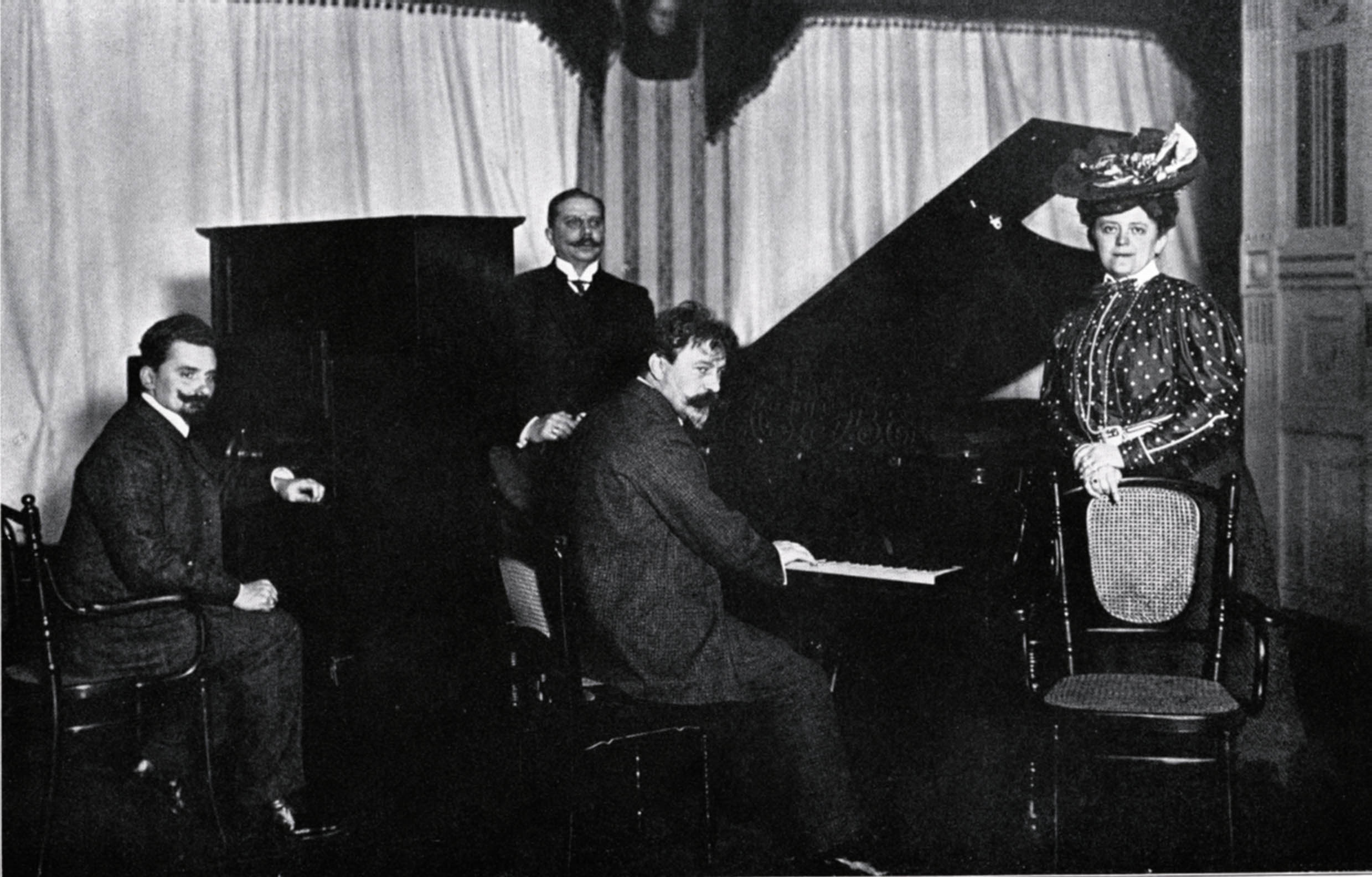
1906年2月19日ヴェルテ＝ミニョンのスタジオにて。左からカール・ボキッシュ、ヒューゴ・ポッパー、ニキシュ、ニキシュの妻。

ベルリン・フィルハーモニー管弦楽団とは1913年に、ベートーヴェンの『交響曲第5番』の全曲録音を行った。これはベルリン・フィルハーモニー管弦楽団にとっての初めての録音であった。指揮者のアルトゥーロ・トスカニーニはこの録音について「ニキシュの芸術性を十分には表せていない」と述べている。他にも音楽評論家の小石忠男は「機械吹き込みで劣悪な音質であり、このレコードをきいてもニキシュとベルリン・フィルの実際の響きは想像することもできない」と評する一方、「しかし演奏の骨格だけはわかる。意外に端正な演奏である。トスカニーニがニキシュを熱狂的に崇拝していたというのがよくわかるような演奏である」とも述べている。
ベルリン・フィルハーモニー管弦楽団とは他にも、1920年にベルリオーズの『ローマの謝肉祭』、リストの『ハンガリー狂詩曲第1番』の録音を遺している。前述の小石は「とくにハンガリー風の表情を持ったリストがおもしろい」と述べている。また、サム・H・白川はニキシュとベルリン・フィルハーモニー管弦楽団との録音について「指揮者の解釈力の規範としてよりも、歴史的遺物としての価値の方がはるかに高い」と述べている。
ニキシュの映像も遺されており、1920年にチャイコフスキーの交響曲を指揮した様子が無声映画となった。

### ライバル
エイドリアン・ボールトはハンス・リヒターとニキシュのワーグナー演奏を比較して「敏活で変化に富む『トリスタン』はニキシュのものであろうが、拍子の整った堅実な『マイスタージンガー』はハンス・リヒターの専売特許であった」と述べている。なお、フェリックス・ワインガルトナーはワーグナーの死後に発展したワーグナーを指揮するスタイルについて「ビューロー、モットル、ザイドル、ニキシュ、マーラー、フルトヴェングラー」と、「ムック、初期のシュトラウス、ワインガルトナー、トスカニーニ、クナッパーツブッシュ」とに分けている。
ニキシュのライプツィヒ市立劇場時代、副楽長だったマーラーはニキシュの地位を狙っており、ニキシュが病気になった際は知人に「わたしはあらゆる点でニキシュと同じ高みにいます。健康上わたしの方が有利な地位にいます」と書き送るほどであったが、ニキシュが回復し、さらにはマーラーの作曲した作品を指揮しさえすると、失望して1888年にライプツィヒを去っている。また、ピーター・フランクリンによれば、「ニキッシュおよびやさしい演奏会指揮者カール・ライネッケに忠実で、どちらかというと保守的なライプツィヒ・ゲヴァントハウス・オーケストラは、マーラーを尊敬していたものの徹底的に嫌っており、ある時など、彼の短気と異常なまでの厳密さについて市当局に苦情を申し出ている」と記している。

### ニキシュが評価した演奏家
ニキシュはいわゆる「少年演奏家」が好きではなかったが、ベルリン・フィルハーモニー管弦楽団に登場した12歳のヴァイオリニストヤッシャ・ハイフェッツについては「この少年と対等に演奏するものはまずいないだろう」と語った。また、14歳のワンダ・ランドフスカが『平均律クラヴィーア曲集』を演奏するのを聴いて感動したニキシュは、ランドフスカを「バッカスの巫女」と呼んだ。ただし、バッハの作品をチェンバロで演奏することにニキシュは反対だったようで、ランドフスカは「『半音階的幻想曲』をチェンバロで弾くなんて、どうしてできるんです？なんたる非常識！」と言われたと語っている。

## 教育活動
ライプツィヒ音楽院での教え子には、アルバート・コーツ、エールマー・ビュスト、ペーザー・グラム、ステヴァン・フリスティッチ、フリコ・カフェンダ、オットー・ルートヴィヒ、ソロモン・ロソフスキー、ヴァレリアン・ビアディアジェフ、カール・ハッセ、アレクサンドル・ボリソヴィチ・チェッシン、フリッツ・シュタイン、シャーンドル・イェムニッツ、ルイス・パーシンガー、エドヴィン・カルステニウスらがおり、ライプツィヒ音楽院には「ニキシュ賞」が設けられた。他にもニキシュは、セレスティーノ・ピアジオ、エミール・クーパー、ジョルジェ・ジョルジェスク、エルネスト・アンセルメ、ジョン・フォウルズ、ハインツ・ティーティエン、エイドリアン・ボールトらを指導した。
なお、パーシンガーについてはのちにコンサートマスターとしてベルリン・フィルハーモニー管弦楽団に招いている。また、同じくニキシュ時代のベルリン・フィルハーモニー管弦楽団のコンサートマスターとして活躍していたヴァーツラフ・ターリヒはのちに指揮者に転身し、ニキシュに師事した。
ニキシュは指揮の指導のほか、歌手たちの才能発掘も行なっており、ライプツィヒで医学を学んでいたアルフレート・ファン・バリーに歌手としての才能を見出したほか、エレナ・ゲルハルトの才能を見出して自らピアノ伴奏を買って出たり、ともに録音を行なったりした。

## 評価

### 作曲家からの評価

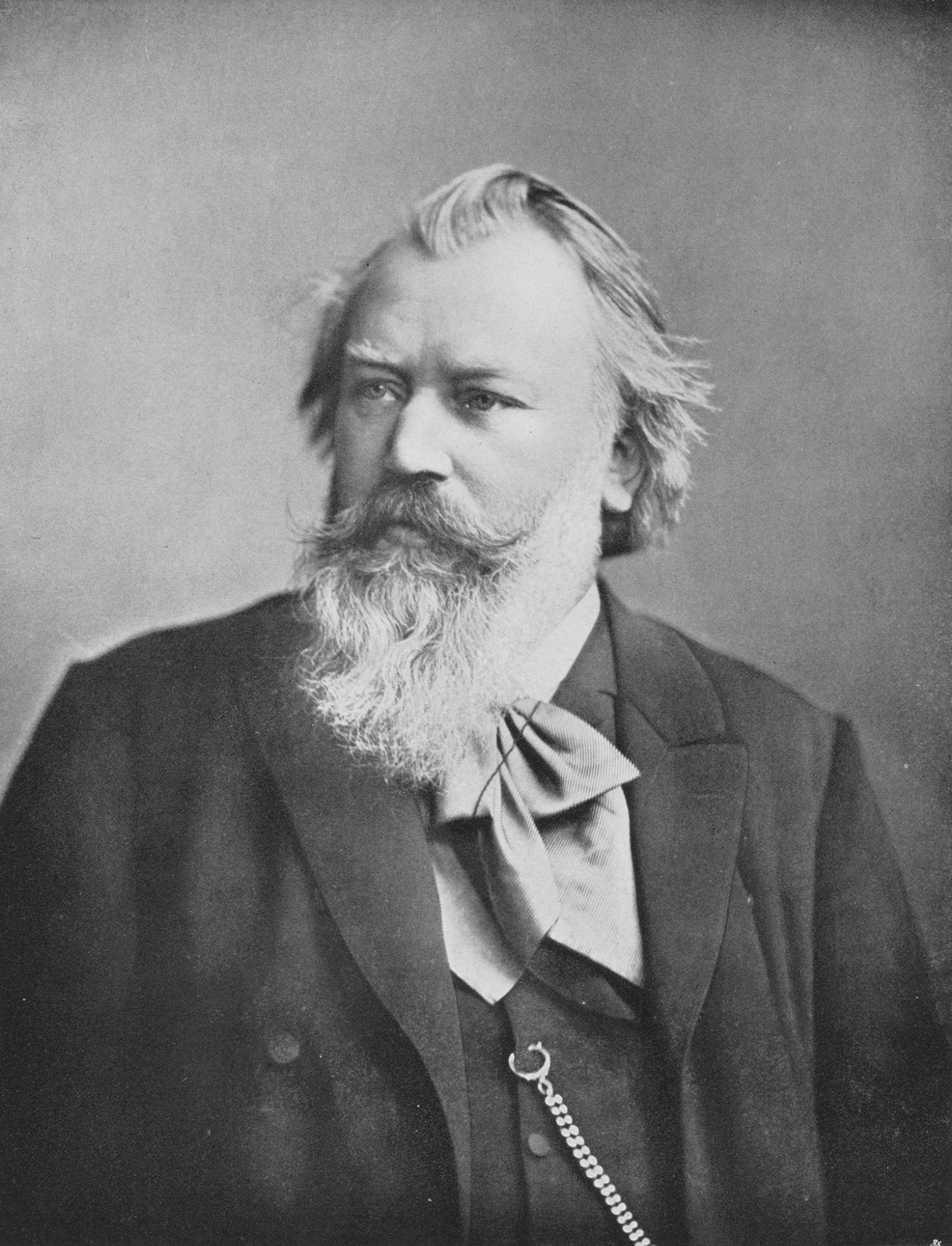
作曲家のヨハネス・ブラームス (1889年)。ブラームスの交響曲を指揮したニキシュに対し「あなたのやり方はわたしの考えとは全く違う。でもあなたのやり方が正しい、そうでなくちゃならんのだよ！」と語った。

「新時代の指揮者に求められる1番の任務は、作曲家の腕代わりに指揮棒を振ることではなく、指揮者の役割を作曲家のそれに比肩し得るものにすること」という考えのもとで指揮活動を行ったニキシュは、様々な作曲家たちから称賛された。ヨハネス・ブラームスは、彼の交響曲を指揮したニキシュに対し「あなたのやり方はわたしの考えとは全く違う。でもあなたのやり方が正しい、そうでなくちゃならんのだよ！」と語ったほか、リヒャルト・シュトラウスはニキシュについて「彼はわれわれのとても思いつけないひびきを引き出す能力に恵まれていた」と述べている。
また、ニキシュは一般に認められていない作曲家の作品を繰り返しプログラムに載せるのが自分の義務であると心得ており、そのような作曲家たちからも称賛された。アントン・ブルックナーは、自身の『交響曲第7番』の世界初演を指揮して大成功を収めたニキシュを「神の代理人のひとり」と称えたほか、ピョートル・チャイコフスキーは、自身の指揮による世界初演では不評だった『交響曲第5番』を取り上げ、大成功を収めたニキシュに対し「この交響曲が拒否されたら、火にくべるつもりだった」と語りかけ、聴衆からの拍手のなかニキシュをかたく抱きしめた。なお、当初オーケストラは『交響曲第5番』を取り上げることを拒否していたが、ニキシュはこの曲を取り上げなければ客演をしないと交渉したと言われている。また、辛口の批評家としても知られた作曲家のアルノルト・シェーンベルクも、ニキシュの指揮に満足したと伝えられる。
他にも1885年のコンサートを聴いたフランツ・リストはニキシュについて「名人中の名人」と評したほか、セルゲイ・ラフマニノフは最も高く評価する指揮者としてニキシュの名前をあげており、特にニキシュによるチャイコフスキーの『交響曲第5番』の解釈を称賛した。
一方でニコライ・メトネルは、ニキシュによるチャイコフスキーの『交響曲第5番』の演奏について「作曲家自身が指揮した時のように完全な失敗に終わることから救ったのは確かだが、彼の悲哀たっぷりの遅いテンポは彼に盲目的に従った指揮者たちによって強化され、チャイコフスキーの演奏の掟となった」と述べており、特に第4楽章の解釈について批判的であった。

### 指揮者からの評価

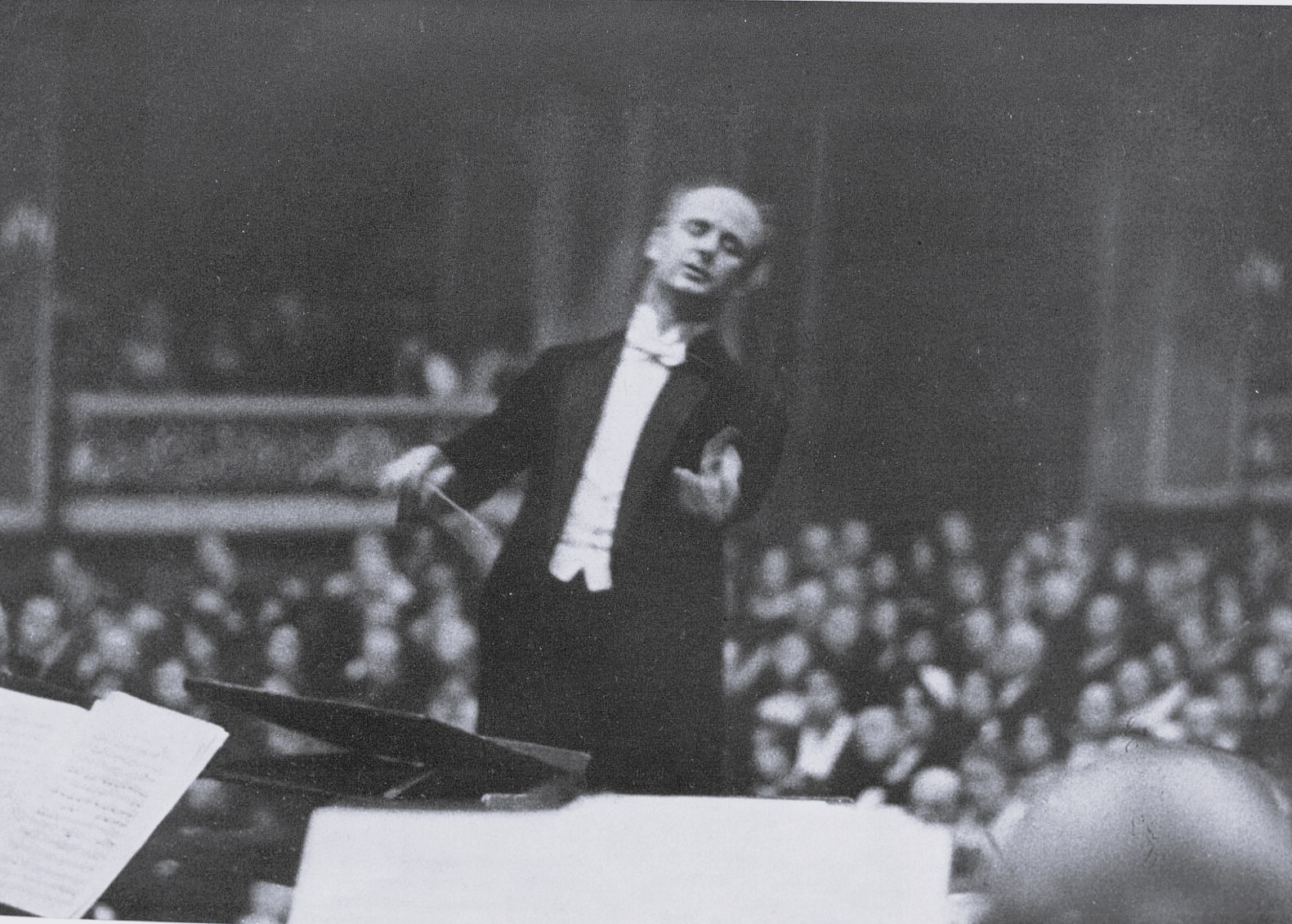
ニキシュについて「唯一模範とした指揮者」と述べたヴィルヘルム・フルトヴェングラー (写真は1931年以前の姿)。フルトヴェングラーはニキシュの後継者としてベルリン・フィルハーモニー管弦楽団の首席指揮者に就任した。

様々な指揮者がニキシュの演奏を称賛している。ニキシュによる『トリスタンとイゾルデ』のリハーサルに立ち会った指揮者のエーリヒ・クライバーは「彼がたった一回のオーケストラ・プローべ（リハーサル）で引き出す忽然とした、熱のこもったひびきの美しさは、わたしにも、またどんな聴き手にも言葉では言いあらわせないものだった。わたしたちは書斎で楽譜を熱心に研究し、こんなひびきを実現できたらと夢見るが、彼の手にかかるとどんな楽譜からも、いつもそんなひびきが苦もなく流れ出てくるのだ」と述べている。また、ヘルマン・シェルヘンは「オーケストラ全体が、感覚を酔わせるような点々とした光が突然ともったように思える。ニキシュは、そのカリスマ性により、人を惑わせるような輝きを、まるでパラボラの鏡に集めるようにして、彼の感情という基本音に合わせる。これが、耳に心地よい響きで聴く者を恍惚とさせる、ニキシュ・オーケストラの官能性の秘密だ」と語った。他にもフリッツ・ブッシュはニキシュについて「生まれつきの客演指揮者で、天才的な演出家だ。曲を完璧にものにするにはたいへんな苦労を必要とするが、彼はそれを見かけはいとも楽々と、また聴衆の耳にうっとりとひびかせる術を心得ていた。それはだれにも真似のできない技だった」と称賛しているほか、レオポルド・ストコフスキーもニキシュを「真に偉大な指揮者」と形容している。また、辛口のアルトゥーロ・トスカニーニさえ、ニキシュについては「無条件で『優』を出せる指揮者」と述べた。トスカニーニは、ヴァイオリニストのナタン・ミルシテインに対してニキシュを「ど素人」と呼んだが、その数年後にはミルシテインに「（ニキシュは）すごい指揮者だ！大指揮者だ！」と語ったという。
ニキシュは後世の指揮者たちに大きな影響を与えた。ブルーノ・ワルターは「ニキシュの後継は私にとって決定的に重要なことです」と述べたほか、ヴィルヘルム・フルトヴェングラーも周囲に「ニキシュの後継者になりたい」と語っており、ニキシュについて「唯一模範とした指揮者」「ニキッシュはまさにオーケストラを歌わせることができた。これは、はっきり知ってほしいが、極めて稀有の才能である」と評した。また、ニキシュと手紙のやりとりをしていたハンス・クナッパーツブッシュも、ニキシュのことを尊敬していたと言われているほか、オットー・クレンペラーもニキシュの影響を受けていると指摘されている。ほかにもイーゴリ・マルケヴィチは、ベートーヴェンの交響曲の改訂に際して、ニキシュによる演奏を参考にしたと述べている。
実際にニキシュに接したことのない指揮者や、ニキシュの死後に生まれた指揮者たちもニキシュへの憧れを口にしており、レナード・バーンスタインは「ニキシュは音楽上の祖父」と語っているほか、ヘルベルト・フォン・カラヤンは「ニキシュが指揮している映像を見られるならば、大金を払ってもいい」「ニキシュの指揮ぶりを見ることができたら、自分の右腕を犠牲にしてもよい」とまで述べている。また、ニキシュの弟子であるエイドリアン・ボールトに師事したコリン・デイヴィスは、ニキシュの「長い指揮棒を使って手首だけで指揮する」という姿勢に感銘を受けたと述べているほか、ヘルベルト・ブロムシュテットは「ドイツ的な響きというのは、ヴィルヘルム・フルトヴェングラー、アルトゥール・ニキシュ、フリッツ・ブッシュ、エーリヒ・クライバーから連想される響きです」と語っている。
指揮者が称賛される際にニキシュの名前が引き合いに出されることもあり、1924年にレニングラード・フィルを指揮したオットー・クレンペラーを「当代きっての大指揮者」と賞賛したクラスナーヤ・ガゼッタ紙は、クレンペラーをニキシュ、マーラーに譬えた。他にもジョアンナ・フィードラーはヴァレリー・ゲルギエフについて「言葉には表現できないカリスマ的な質を発散した。アルトゥール・ニキシュやアルトゥーロ・トスカニーニの時代にまでさかのぼる偉大な指揮者の多くが所有していた質である。彼は聴衆に背を向けていてさえ、強烈な情熱を発した」と述べている。同時に、指揮者が批判される際にニキシュと比べられることもあり、批評家のジェームズ・ハネカーはアルトゥーロ・トスカニーニについて「彼はザイドルやアルトゥール・ニキシュがなしたような最高点に必ずしも到達するわけではない」と述べている。
ニキシュの功績を記念して、ライプツィヒ市議会は「ニキシュ記念指環」を設けており、エフゲニー・ムラヴィンスキー、フランツ・コンヴィチュニー、カール・ベーム、クルト・マズアらが受賞している。なお、この指環は俳優界の「イフラント記念指環」に匹敵するものだとフランツ・エンドラーは述べている。

### 楽器奏者からの評価
ニキシュが指揮するオーケストラの団員として演奏した経験のある合唱指揮者ジークフリート・オックスは「驚くべきことに、彼はほとんど目に見えない動きでーー時には、一見まったく理解不能な指揮でーー楽員をリードしてしまう。どうしてニキシュの指示出しが理解できるのか楽団員に聞いてみると、彼らにもまったくわからないのだが、彼の望むように演奏しなければならない、という答えがいつも返ってくる」と述べている。また、ウィーン・フィルハーモニー管弦楽団の団員たちもニキシュを称賛しており、同団のフーゴー・ブルクハウザーは、ニキシュについて「彼は指揮台に立つと、あのしなやかな青白い両手から、いわゆる手かざしで磁力のようなものを発し、それをまわりに魔力としておよぼしたのだという伝説が生まれた」と述べている。
名うての指揮者嫌いとして知られたヴァイオリニストのカール・フレッシュすら「こんな指揮者にお目にかかるのははじめてだ。リズムの運び方、デュナーミクやアゴーギグのニュアンス、さらに音符の裏で神秘的にからみ合った情感を、根源的な力として流露させ、それらを眼に浮かぶように空中に現出させることのできるまれな指揮者だ。ニキシュから指揮芸術の新しい時代がはじまった」と述べている。他にもピアニストのクラウディオ・アラウが、自身の成長に影響を与えた音楽家として、少年期に共演したニキシュの名前をあげている。

### 音楽評論家からの評価
実際にニキシュの演奏会に接した音楽評論家のユリウス・コルンゴルトは「わたしは音がダイナミックに高まってゆくクライマックスで、会場が『血のような赤』に包まれ、ときには会場の灯りが突然光を増したかのように見えた」と述べている。一方、ベルリン・フィルハーモニー管弦楽団就任当初、音楽評論家たちはニキシュについて「気取り屋」「派手好き」などと評し、ベートーヴェンの解釈については水準以下と判断したが、次第に支持するようになった。
また、後世の評論家はニキシュのスター性を指摘しており、サム・H・白川はニキシュについて「現代のスーパースター指揮者の原型」であると述べている。ルーペルト・シュトレは「いずれにせよ疑いないことはひとつある。指揮者という特殊な職業は、ニキシュ以来ほんらいの意味を失ったということだ。音楽作品が聴衆の関心の的になるのではなく、指揮者がそれにとって代わる」「ニキシュが聴衆におよぼした魅力は、彼の人柄とじかに結びついていた。彼の演奏会は彼の醸し出す神秘的なオーラによって、演奏のはじまる前から神韻縹渺としたエーテルに包まれていた。パガニーニやリストは、そのオーラで何百何千もの淑女たちを失神させたが、ニキシュはその直接の後継者だった」と指摘した。他にもクリスチャン・メルランは「19世紀後半になると、音楽を開始させる謎に満ちた動作とともに、指揮者はマエストロ・アッソルート、すなわち生ける神へと変身し、それまでであれば最初にスターの地位を手にしたはずのピアノのヴィルトゥオーソやディーヴァ以上にもてはやされるようになる。第一世代のハンス・フォン・ビューロー、アルトゥル・ニキシュ、グスタフ・マーラーや、第二世代のヴィルヘルム・フルトヴェングラー、アルトゥーロ・トスカニーニ、ウィレム・メンゲルベルク、第三世代のヘルベルト・フォン・カラヤン、レナード・バーンスタイン、セルジュ・チェリビダッケらは、生前から神話的な存在となった伝説的な指揮者であり、宗教的ともいえる崇拝の対象となった」と述べている。
一方、ジャーナリストのヘルベルト・ハフナーは、ニキシュには「ビューローの厳格な合理性」「音楽的な諸問題との積極的な取り組み」「教育への使命感」が足りなかったと指摘している。また、ベルリン・フィルハーモニー管弦楽団でニキシュの後任者となったヴィルヘルム・フルトヴェングラー同様「偉大な指揮者として長くベルリンで活躍するうちに、時代の流れに追い越され、近代派から保守派になっていった」とも述べている。音楽評論家のウエルナー・エールマンも、「（ニキシュは）あくまで『世紀末』の芸術家の立場にとどまり、この音楽の世界に疑問を投げかける20世紀初頭の前衛的な音楽活動に対してはほとんど無関心だった」と指摘している。